# Sint-Joris (Mantegna)
Sint-Joris (Italiaans: San Giorgio) is een schilderij van Andrea Mantegna. Het wordt meestal rond 1460 gedateerd, maar zou ook later, tussen 1470 en 1475, ontstaan kunnen zijn. Sinds 1856 maakt het werk deel uit van de collectie van de Gallerie dell'Accademia in Venetië.

## Voorstelling
Mantegna schilderde Sint-Joris gekleed in een harnas met opvallende, rode details. In zijn handen houdt hij een speer die gebroken is door het doden van de draak. Het beest ligt aan zijn voeten met de punt van het wapen in zijn kaak gestoken. De heilige staat in een marmeren frame dat het schilderij omkadert. Mantegna zorgt voor een illusionistisch effect door zowel Joris als de draak buiten dit kader te laten uitsteken. De schilder paste dit vaker toe, vooral in de periode rond 1460.
De guirlande aan de bovenkant waarin appels, kweeperen, kersen, perziken en hazelnoten te zien zijn, is een typisch motief van de school van Squarcione. Mantegna was in zijn jeugd leerling van Squarcione in diens atelier in Padua. Op de achtergrond is een weg te zien die een heuvel opklimt tot aan een ommuurde stad. Volgens de Legenda aurea versloeg Joris de draak bij de stad Silene in Libië.  
Het schilderij kan ooit deel hebben uitgemaakt van een drie- of veelluik. Het verticale  formaat wijst in die richting. Het is echter ook mogelijk dat het bedoeld was als een zelfstandig kunstwerk. 

## Herkomst
Er is niets bekend over de geschiedenis van het schilderij voor 1856. In dat jaar kocht keizer Frans Jozef 21 kunstwerken uit het Palazzo Manfrin in Venetië voor de Gallerie dell'Accademia, waaronder dit schilderij.